# Landen Akers
Landen Akers (Cedar Rapids, 7 luglio 1997) è un giocatore di football americano statunitense che milita nel ruolo di wide receiver per i San Antonio Brahmas della X Football League (XFL).

## Carriera

### Los Angeles Rams
Akers firmò con i Los Angeles Rams dopo non essere stato scelto nel Draft NFL 2021. Fu svincolato il 31 agosto 2021 ma rifirmò con la squadra di allenamento il giorno successivo. Fu promosso nel roster attivo il 28 novembre 2021 per la gara della settimana 12 contro i Green Bay Packers, in cui debuttò come professionista. Il 13 febbraio 2022 vinse senza entrare in campo il Super Bowl LVI dove i Rams batterono i Cincinnati Bengals.
Il 15 febbraio 2022 Akers firmò un nuovo contratto con i Rams.

## Palmarès
- Super Bowl : 1

Los Angeles Rams: LVI
- National Football Conference Championship: 2

Los Angeles Rams: 2018, 2021